# Tršický vodopád
Tršický vodopád je umělý vodopád, který se nachází na skále potoka Olešnice pod přepadem zámeckého rybníka pod Tršickým zámkem v obci Tršice v okrese Olomouc v Olomouckém kraji.

## Další informace

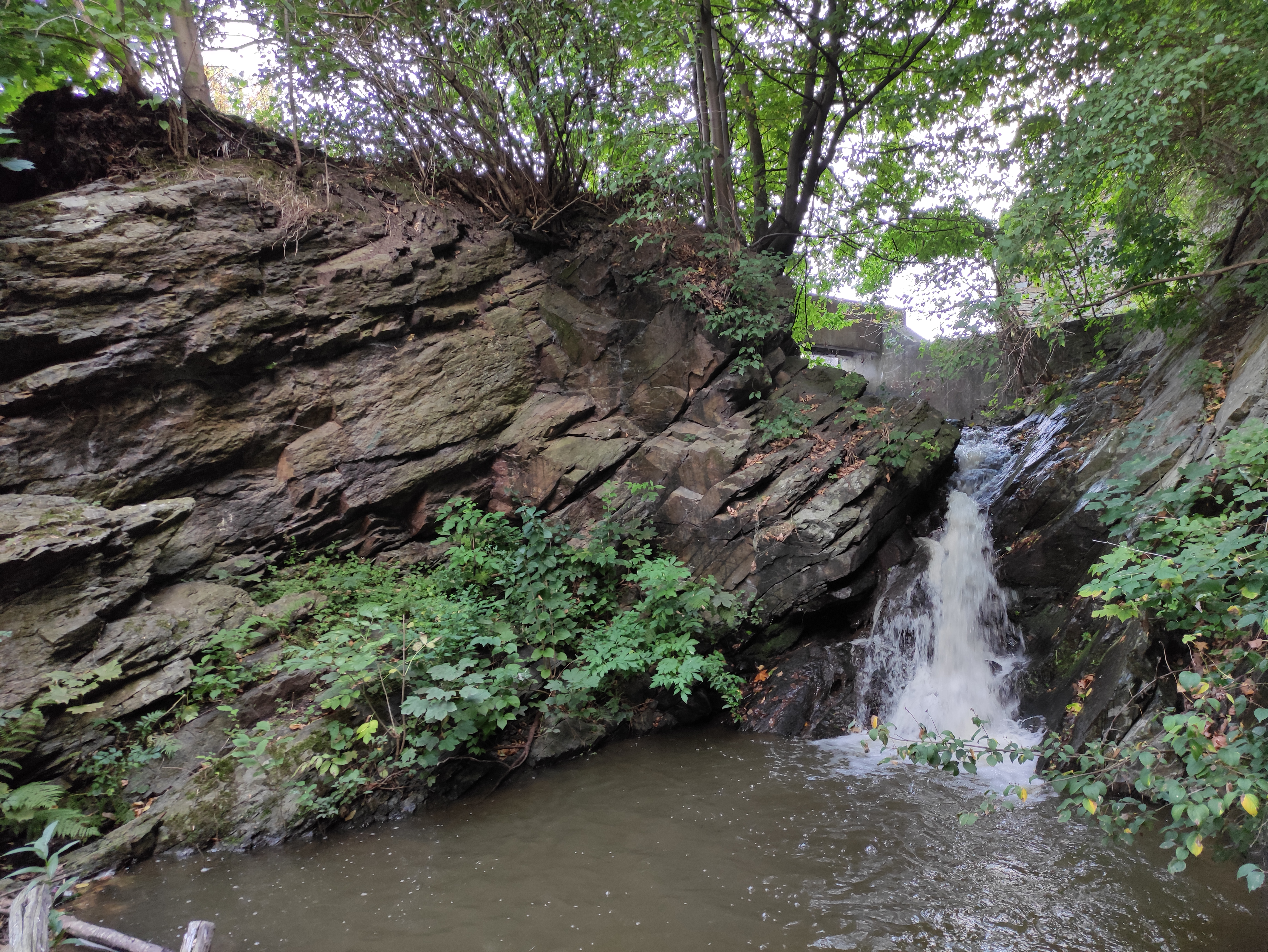

Vodopád má výšku přibližně 3 metry a je poměrně dobře přístupný jen od silnice podél potoka. Skalním podložím je droba a břidlice.